# Guatteria longipes
Guatteria longipes là loài thực vật có hoa thuộc họ Na. Loài này được Triana & Planch. mô tả khoa học đầu tiên năm 1862.